# Тиглат-Пилесар I
Тиглат-Пилесер I је био краљ Асирије (1115. п. н. е.-1076. п. н. е.). Био је један од највећих асиријских освајача. Заузео је Феникију. Из сачуваних натписа види се да је међу поданицима и непријатељима пажљиво подстицао стварање страха према себи. 

## Поход против народа Мушку, Малатије и Киликије
Син је Ашурешиша I, постао је краљ 1115. п. н. е. и био је један од највећих асирских освајача. Његов први поход је био против народа Мушку, који је заузео извесне делове Асирије у горњем току Еуфрата. Прешао је 1120. п. н. е. Еуфрат, заузео је Каркемиш и победио је Мушку. После тога је прегазио Комаген и источну Каподокију и истерао је Хетите из асиријске провинције Субарти североисточно од Малатије. 
У следећем походу асиријска војска је продрла у планине јужно од језера Ван и после тога су кренули на запад и Малатија се покорила краљу Асирије. После тога је напао Коман у Каподокији. Записи о тим победама су на бакарној плочи на тврђави, која је осигуравала његова освајања у Киликији. 

## Освајање Феникије и излаз на Медитеран
Следећи непријатељ са којим се обрачунао били су Арамејци. У сикобу са њима три пута је продро је до извора Тигриса. Након заузимања хетитског града Петора, на ушћу Сајура у Еуфрат осигурао је контролу над важним путем према Медитерану. Одатле је кренуо према Губалу (Библос), Сидону и коначно Арваду, где се укрцао на брод. Освајањима је дошао до Медитерана. Освојио је Феникију.
Био је пасионирани ловац и велики градитељ. Сматра се да је он обновио храмове у Асуру и Хададу. Други део његове владавине није више био тако успешан, јер су Арамејци ојачали притисак на краљевину. Умро је 1076. п. н. е.